# Insolation (Physik)
Insolation (von lat. insolare „der Sonne aussetzen“, „wärmen“), auch Solareinstrahlung oder Sonneneinstrahlung, ist der Einfall der Sonnenstrahlung auf eine Oberfläche oder einen Körper. In den Geowissenschaften ist die Insolation der Fluss der auf einen Teil der Erdoberfläche, der Meeresoberfläche oder der Atmosphäre einfallenden, in der Ökologie der Fluss der in ein Ökosystem einfallenden Sonnenstrahlung, in der Medizin ein Synonym für den Sonnenstich. Die Insolation als physikalische Größe ist eine Strahlungsflussdichte mit der Einheit Watt pro Quadratmeter (W/m2). Die Strahlungsflussdichte pro Wellenlänge ist die Irradiation, in W/(m2·μm).

Abhängigkeit der Insolation (hier: der Direktstrahlung an der Erdoberfläche) vom Einfallswinkel

Die Insolation oberhalb der Erdatmosphäre wird durch die Solarkonstante beschrieben. Ein Teil der Sonnenstrahlung wird in der Erdatmosphäre reflektiert, ein Teil absorbiert und gestreut (→ Extinktion). Betrachtet man die Insolation an der Erdoberfläche, kommt zur schattenwerfenden direkten Einstrahlung der Sonne noch die indirekte, diffuse Himmelsstrahlung hinzu; die Summe aus direkter und diffuser Strahlung heißt Globalstrahlung. Sie wird mit dem Pyranometer gemessen. Die direkte Strahlung an einem Ort kann mit Pyrheliometern oder Aktinometern gemessen werden. Die Insolation an einem Ort der Erde hängt vom Einfallswinkel der Sonne und somit von der geographischen Breite, der Exposition der Fläche, Tages- und Jahreszeit ab (→ Lambertsches Gesetz). Trübungen der Atmosphäre können die Insolation der Erdoberfläche verringern.

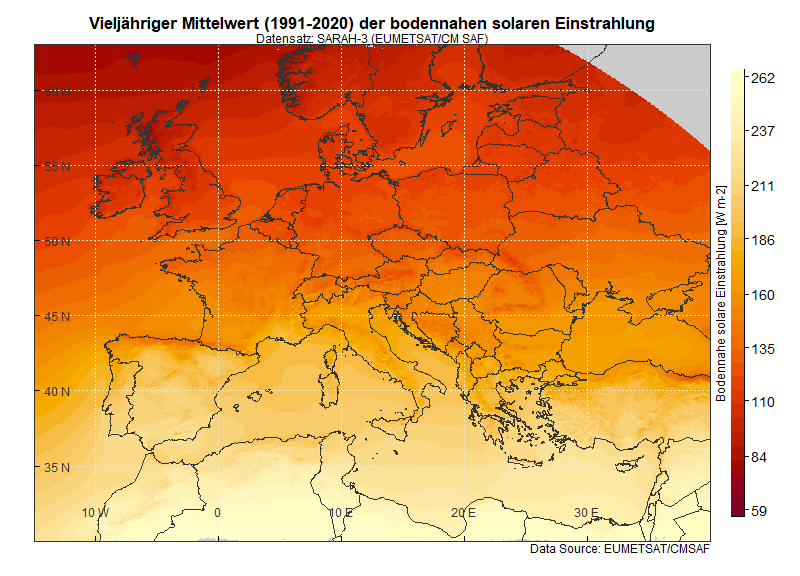
Mittlere bodennahe solare Einstrahlung (in W/m^{2}) in Europa und dem Mittelmeerraum im Zeitraum 1991 bis 2020. Datengrundlage: SARAH-3 (EUMETSAT CM SAF)

Über die Sonneneinstrahlung gelangt fast die gesamte Energie auf die Erde, die an deren Oberfläche und in der Atmosphäre im Klimasystem wirksam ist und die im Zusammenwirken der vorgenannten Faktoren die Klimazonen entstehen lassen. Sie wirkt auch auf den Boden und Gesteine und bewirkt bei veränderlicher Einstrahlung merkliche Schwankungen der Bodentemperatur, die zur mechanischen Verwitterung beitragen (→ Insolationsverwitterung). Zu diesen Phänomenen gehören Kernsprünge und Abschuppungen. Des Weiteren verursacht die Insolation meteorologische Erscheinungen wie den stetigen auflandigen Wind an langgestreckten Küsten: Tagsüber erwärmt sich das Land durch die Insolation schneller als das Meer, dadurch steigt Luft über dem Land tendenziell auf und strömt vom Meer her nach.
Der Orbit der Erde um die Sonne sowie die Präzession und die Neigung der Erdachse schwanken zyklisch über einen Zeitraum von zehntausenden bis hunderttausenden Jahren. Dadurch wechseln der Einfallswinkel und die Verteilung der Sonneneinstrahlung auf der Nord- und Südhemisphäre. Diese Insolationsschwankungen erklären teilweise, in Verbindung mit Rückkopplungseffekten, natürliche Klimaveränderungen auf der Erde, darunter den Wechsel zwischen Kalt- und Zwischeneiszeiten des Känozoischen Eiszeitalters (→ Milanković-Zyklen). Auch die von der Sonne ausgehende Strahlung unterliegt Veränderungen und Schwankungen auf verschiedenen Zeitskalen, die sich in Veränderungen der Solarkonstanten widerspiegeln. Gemäß dem Standardmodell der Sonne nimmt ihre Strahlungsleistung allmählich zu, im Verlauf der ca. 4,5 Mrd. Jahre Erdgeschichte um etwa ein Drittel. Darüber hinaus werden eine Reihe von Aktivitätszyklen vermutet, mit einer Periode von tausenden bis hunderten Jahren. Sicher nachgewiesen ist der etwa 11-jährige Schwabe-Zyklus, der mit einer geringfügigen Veränderung der Solarkonstanten um etwa 1 W/m2 einhergeht.
Die Energie der Sonne ist, z. B. über die Photosynthese, für Lebewesen von entscheidender Bedeutung. In der Medizin wird die Insolation auf den menschlichen Organismus und deren Dauer – die Sonnenbestrahlung – betrachtet. Die übermäßige Sonneneinwirkung auf den Kopf kann einen, auch Insolatio, Insolation oder Insolationsenzephalitis genannten Sonnenstich verursachen. In der Dermatologie wird die Sonnenexposition der menschlichen Haut betrachtet, wie sie beim Sonnenbad erfolgt.
In der Astronomie kann die Insolation auch bei Exoplaneten mit engen Umlaufbahnen beobachtet werden, siehe Hot Jupiter.